# 9-я флотилия миноносцев кригсмарине
9-я флотилия миноносцев кригсмарине (нем. 9. Torpedoboots-Flottille) — соединение военно-морского флота нацистской Германии, одна из 9 флотилий миноносцев ВМФ Германии периода Второй мировой войны.
Флотилия создана в сентябре 1943 года. В октябре 1944 года расформирована. Воссоздана в феврале 1945 года. Действовала до капитуляции Германии в мае 1945 году.

## Состав
В разное время в состав 9-й флотилии входили миноносцы T-14, T-15, T-16, T-17, T-18, T-19. В воссозданную флотилию вошли миноносцы T-40, T-41, T-42, T–43, T-44, T-45.

## Командиры
| Время                      | Командующий флотилией          |
| -------------------------- | ------------------------------ |
| сентябрь 1943—октябрь 1944 | корветтен-капитан Риде         |
| февраль—октябрь 1944       | фрегаттен-капитан Ганс Доминик |
| февраль—май 1945           | фрегаттен-капитан Бирнбаум     |